# 김일환 (바둑 기사)
김일환(金日煥, 1956년 4월 28일 ~ )은 대한민국의 바둑 기사이다.

## 약력
경남(현재 울산) 을주 출신으로 1974년 제39회 입단대회를 통해 입단했다. 1998년 1월에 9단으로 승단하였다. 1981년 최고위전 본선에 오른 이후, 2001년 제3기 입신연승최강전과 2004년 제4회 돌씨앗배 프로시니어기전에서 준우승을 차지했다. 2010년 제2회 BC카드배 월드 바둑 챔피언십 본선에 진출했고, 2014년 시니어 바둑 클래식에서 준우승을 했다. 부산 부산진구 자택에서 살다가 서울 강남구 은마아파트로 이사온 후 살고 있으며, 부인 은  김영애(金英愛) 씨이다.